# Лорен
Лорен Зинеб Нора Талауи (швед. Lorine Zineb Nora Talhaoui; Стокхолм, 16. октобар 1983), професионално позната као Лорен (швед. Loreen), шведска је певачица и кантауторка. Представљајући Шведску, победила је на Песми Евровизије 2012. са песмом Euphoria, која је била на врху топ-листа у бројним европским земљама. Она је представљала Шведску на Евровизији по други пут 2023. са песмом Tattoo и поново је однела победу и тако постала други извођач у историји Евровизије који је два пута однео победу.
Заинтересована да постане музичар, Лорен је учествовала на телевизијском такмичењу Идол 2004, завршивши на четвртом месту. Следеће године објавила је свој први сингл The Snake са групом Rob'n'Raz и постала телевизијска водитељка на TV400. Док је радила као продуценткиња и редитељка за неколико шведских ријалити ТВ емисија, учествовала је на Мелодифестивалену 2011. са песмом My Heart Is Refusing Me, која је постала хит у Шведској и ушла у првих 10 на топ-листи шведских синглова. Такође је имала хитове на топ-20 листи у Шведској са сингловима Crying Out Your Name (2012) и њеном песмом за Мелодифестивален 2017. године, Statements. Године 2023, њена победничка песма на Мелодифестивалену, Tattoo, је доспела на врх топ-листе „Sverigetopplistan”.

## Младост
Лорен је рођена у Стокхолму, у Шведској, 1983. године од родитеља имиграната из Марока, који су Бербери. Одгајана је у либералном муслиманском домаћинству. Рано у свом животу, Лорен се преселила у Вестерос. Тамо је одрасла и Вестерос назива својим родним градом. Већину својих тинејџерских година провела је у Грити, стамбеној четврти у Вестеросу.

## Музичка каријера

### 2004—2010:Идоли пауза
Лорен је постала позната шведској публици након што је учествовала на шведском такмичењу Идол 2004. такмичећи се као Лорен Талауи. Током квалификационог круга заузела је треће место у гласању публике. Била би елиминисана, али је добила џокер карту за пролазак од судија, што јој је омогућило да се такмичи у програму. Завршила је четврта у укупном поретку, а елиминисана је током осме недеље. Након Идола, 2005. године објавила је промотивни сингл The Snake са групом Rob'n'Raz. Исте године је била презентерка ТВ емисије Lyssna коју је емитовала шведска станица TV400. После годину дана, направила је паузу од видљивијих улога и радила као продуценткиња и редитељка ријалити ТВ емисија као што су Värsta pojkvänsakademin на TV3, Matakuten на TV4 и Frufritt емитера SVT.
| Епизода   | Тема                          | Песма | Оригинални уметник         | Резултат        |
| --------- | ----------------------------- | ----- | -------------------------- | --------------- |
| Аудиција  | Слободан избор                |       | Били Портер                | Џокер од судија |
| 1. недеља | Мој идол                      |       | Алиша Киз                  | Сигурна         |
| 2. недеља | Песме са топ-листа            |       | Пинк                       | Задња 3         |
| 3. недеља | Соул                          |       | Стиви Вондер               | Сигурна         |
| 4. недеља | Шведски хитови                |       |                            | Сигурна         |
| 5. недеља | Макс Мартин                   |       | Бритни Спирс               | Сигурна         |
| 6. недеља | Коктел                        |       | Енди Вилијамс / Ширли Беси | Сигурна         |
| 7. недеља | Филмска музика                |       | Бил Медли и Џенифер Ворнс  | Задња 2         |
| 8. недеља | Песма из године рођења (1983) |       | Мајкл Џексон               | Елиминисана     |
| 8. недеља | Песма из године рођења (1983) |       |                            | Елиминисана     |

### 2011—2013: Мелодифестивален, Песма Евровизије и
Лорен се вратила у очи јавности када је учествовала на Мелодифестивалену 2011. са песмом My Heart Is Refusing Me, коју је написала са Мох Денебијем и Бјерном Дјупстремом. Након што се пласирала на четврто место у другом полуфиналу у Гетеборгу 12. фебруара 2011, такмичила се у рунди друге шансе, али није успела да се квалификује у финале после дуела Саром Варгом. Песма је објављена 11. марта 2011. и постала је хит на шведској листи синглова, дебитујући на и достигавши врхунац на 9. месту. Након Лорениног успеха годину дана касније, песма је поново ушла на топ-листу, достигавши врхунац на 22. месту у мају 2012.
У првом полуфиналу Мелодифестивалена 2012. одржаном 4. фебруара, Лорен се пласирала директно у финалну рунду са својом песмом , који су написали Томас Џи-сон и Петер Бострем. Победила је у националном финалу 10. марта са укупно 268 поена и представљала је Шведску на Песми Евровизије 2012. у Бакуу, у Азербејџану. Песма је победила на такмичењу са укупно 372 поена из 40 земаља, у конкуренцији од 42 (Италија је била изузетак, а Шведска није могла да гласа за себе). Према онлајн кладионицама, она је била фаворит за победу на такмичењу. Дана 3. јуна 2012, Лоренина песма Euphoria, која је победила на Песми Евровизије заузела је 3. место на званичној листи синглова у Уједињеном Краљевству, највишу позицију на топ-листи за неку песму са Евровизије коју није послало УК од песме Џонија Логана Hold Me Now 1987. године. Сингл је продат у 62.148 примерака у првој недељи у Уједињеној Краљевству. Такође је нотабилна по томе што је била присутна на топ листама у Уједињеном Краљевству дуже време после такмичења, остајући у првих двадесет недељама након такмичења, што је била реткост за песму са Евровизије. Дана 21. јуна 2012, Лорен је наступила на МТВ светској сцени у Гетеборгу, у Шведској. Назив њеног деби албума, Heal, потврђен је крајем августа 2012. године. Издат 24. октобра 2012, Heal је дебитовао на врху Sverigetopplistan топ-листе најбољих 60. У Шведској је током своје друге недеље довио платинасту сертификацију, што означава домаћу продају која прелази 40.000 јединица.
Да би промовисала албум, Лорен се појавила као музички гост у неколико европских ТВ емисија, укључујући пољски талент шоу „Must Be the Music” 21. октобра 2012, другој сезони румунске верзије „Икс Фактора” 18. новембра 2012. и финалу треће сезоне холандског талент шоуа Глас Холандије. Лорен је премијерно представила нови сингл укључен у реиздање њеног деби албума на отварању Песме Евровизије 2013. Песма се зове We Got the Power. Песму је продуцирао Патрик Бергер, а написала је Естер Дин, која је раније радила са Icona Pop, Ријаном и Робин.

### 2014—2015:пројекат и турнеје
У октобру 2013. Art on Ice је објавио да ће Лорен бити један од уметника који ће наступити на њиховој турнеји 2014. године, која је имала концепт комбиновања музике уживо са наступима уметничких клизачица. Турнеја је одржана у Финској, Шведској и Швајцарској.
У јануару 2014, шведски SVT је оживео своју награђивану серију „Sápmi Sessions” у којој добро познати шведски уметници путују на север да би упознали своје талентоване колеге у Сами популацији и започели нову сарадњу. Никада се раније нису срели, али имају три дана да заједно напишу и сниме потпуно нову песму. Сама Лорен је била тема прве епизоде, радећи са Ига-Маретом Гауп-Јуусом и осмишљавајући песму Son за свој нови албум.
Лорен је кренула на турнеју Tour XIV у априлу 2014. и наступила је у неколико европских земаља. Дана 7. априла, током концерта у Амстердаму, Лорен је објавила да су Jupiter Drive и Dumpster изабрани као следећи синглови за њен следећи албум, који ће бити објављен у августу 2014. године. Истог месеца објављено је да је Лорен почела да планира свој други студијски албум, радећи са продуцентима као што су Тапед Раи, Тед Кроткијевски, Тобајас Фроберг и Тим Деневе. У мају 2014, Лорен је најавила своју прву концертну резиденцију: En Euforisk Jul. Резиденција је изведена у Мориска павиљону у Малмеу, у Шведској од 26. новембра до 20. децембра и представљала је божићни шоу. Лорен је зарадила више од 372.000 америчких долара (2.885.139 СЕК), а En Euforisk Jul је била 16. најпродаванија турнеја неког шведског извођача у Шведској 2014. године. Током посете Црној Гори у јулу 2014. најавила је да ће њен албум вероватно бити објављен у октобру 2014. Била је главна тачка прославе Туристичке организације Будве и Дана државности на плажи Јаз у Будви. Она је у интервјуу за Prva.rs рекла: „Нови албум излази у октобру, а после тога следи доста турнеја. Веома се разликује од Euphoria-е, много је прљавији и више хип хоп.“ У лето 2014, Лорен је била номинована за три Rockbjörnen и пет Светских музичких награда. Поред тога, Лорен је наступила на 11. додели Kristallen награда у Шведској, где је отпевала обраду Родригезове песме Sugar Man, као део сегмента „у сећању” на церемонији. Лорен је 20. септембра наступила на Евроазијским музичким наградама на Централном стадиону у Алматију, у Казахстану. Лорен је наступила на гала вечери Евровизије у Казину Луксембург у Луксембургу и потврдила је да ће сингл са њеног новог албума изаћи у марту 2015. Дана 27. фебруара, објављено је да ће Лоренин нови сингл Paper Light (Higher) бити објављен 5. марта 2015. у Скандинавији и широм света 9. марта.
Дана 22. новембра 2014, Лорен је на Instagram-у објавила да ће дебитовати за нови пројекат под називом Paperlight. Радила је у студију са Киесзом. Лорен је наступила на специјалној концертној емисији „Највећи хитови Песме Евровизије” у Лондону, у продукцији BBC-ја и ЕРУ-а, којом је обележена 60. годишњица Песме Евровизије. Лорен је наступила као тачка у паузи током другог полуфинала Мелодифестивалена 2015. године. Дана 7. марта певајући главни сингл албума Paperlight-а, песму Paper Light (Higher). У мају 2015. Лорен је била главна тачка бечког бала живота, највећег европског добротворног догађаја за подршку особама са ХИВ-ом и АИДС-ом, присуствујући догађају у хаљини коју је дизајнирао Жан-Пол Готије. Од 21. новембра до 18. децембра 2015, Лорен се придружила божићној турнеји Julgalan 2015 у Шведској заједно са Монсом Зелмерловом, Леном Филипсон, Miss Li, Ола Сало, Џил Џонсон, Петером, Хасеом Андерсеном, Дарином и Дејвидом Хеленијем. У децембру 2015. наступила је на ноћном концерту Turn on the Lights у Амстердаму.
Лорен је 11. августа 2015. открила нови сингл под називом I'm in It with You објављен 14. августа 2015. године. и добила генерално позитивне критике савремене музичке критике. Међутим, званични музички видео, инспирисан филмом Over the Edge из 1979. године. је добио углавном негативне критике обожавалаца и критичара. Дана 17. децембра 2015, Лорен је објавила свој следећи сингл Under ytan, обраду оригиналне песме Уноа Свенингсона. Ово је било њено прво званично издање на шведском језику и било је доступно у нордијским земљама 18. децембра и широм света недељу дана касније. Under ytan је добила похвале критичара али је наишла на лош комерцијални пријем.

### 2016—2019: повратак на Мелодифестивален,и
Дана 30. новембра 2016. откривено је да ће се Лорен такмичити на Мелодифестивалену 2017. са песмом Statements за шансу да поново представља Шведску на Песми Евровизије 2017. Дана 25. фебруара 2017. квалификовала се за рунду друге шансе. У другој шанси, изгубила је свој дуел против Антона Хагмана и елиминисана је из такмичења. Током интервјуа током Мелодифестивалена, она је потврдила да ће њен ЕП бити објављен на пролеће, а други на јесен. Такође је потписала уговор са БМГ Сцандинавиа под управљањем за њен предстојећи студијски албум.
Дана 14. јула 2017, Лорен је објавила нови сингл под називом Body. Такође је открила да је Body главни сингл са њеног првог ЕП Nude, који је објављен 25. августа 2017. године. Дана 11. августа 2017, Jungle са Елифантом, објављена је као друга песма са ЕП-а Nude. Такође је најављено да ће њен други албум бити објављен 17. новембра 2017. са главним синглом дана 22. септембра 2017. године. али је први сингл 71 Charger одложен без разлога и објављен недељу дана касније, 29. септембра 2017. године. Други сингл, Hate The Way I Love You, објављен је 27. октобра 2017. и добио је похвалне критике. Такође је откривено да ће се албум звати Ride и да је објављен 24. новембра 2017, недељу дана пре датума међународног објављивања.
У октобру 2019, Лорен је објавила обраду песме Џулије Џонас Walk With Me за Ellos.

### 2020—данас: „Så mycket bättre”, глумачки деби, Мелодифестивален 2023. и повратак на Евровизију
Да би прославила Мелодифестивален Кућу славних, 29. фебруара 2020, Лорен је извела Fiction Feels Good, медли њених мелодифестиваленских песама до тада: Euphoria, My Heart Is Refusing Me and Statements, у рунди друге шансе. У јуну 2020. снимила је камео у филму Давида Добкина Песма Евровизије: Прича ватрене саге, заједно са другим победницима Евровизије, која је премијерно приказана на Netflix-у. Дана 30. априла 2020, објављено је да се Лорен придружује шведској ТВ емисији „Så mycket bättre” која се емитовала на јесен. Песме објављене из емисије биле су под њеном новом етикетом Universal Music Group са којом је потписала уговор 2020. године. Касније у току године, објављено је да ће она бити део Netflix-овог филма „JJ+E” који објављен 8. септембра 2021, у којем глуми Марију, мајку главног лика.
У марту 2021, Лорен је објавила свој први шведски сингл Sötvattentårar који је сама написала. У преводу „слатке воде”, песма говори да „постоји нешто лепо у плакању и проласку кроз тешке периоде". У лето исте године кренула је на турнеју по Шведској.
Дана 29. марта 2022, Лорен је најавила партнерство са Lexus Sweden за свој нови енглески сингл Neon Lights у оквиру Lexus NX кампање. Песма је објављена 13. маја.
Дана 30. новембра 2022, објављено је да ће се Лорен по четврти пут такмичити на Мелодифестивалену са песмом Tattoo. Учествовала у четвртом полуфиналу такмичења 25. фебруара 2023. године. Током њеног наступа, активиста за заштиту животне средине упао је на сцену, што је резултирало тиме да је Лорен поново започела свој наступ неколико минута касније. Победила је у свом полуфиналу, што јој је омогућило да прође у финале 11. марта 2023. године. Песма је исте вечери објављена на дигиталним платформама. Дебитовала је на првом месту у Шведској, поставши њен други сингл број један у Шведској. Касније је победила на такмичењу са 177 бодова, чиме је постала шведска представница за Песму Евровизије 2023. у Ливерпулу. Tattoo је победила на Песми Евровизије. Тиме је Лорен постала тек друга особа, и прва жена, да победи двапут.

## Политички активизам
Током такмичења за Песму Евровизије 2012. у Бакуу, Азербејџан, Лорен је била једина учесница која се састала са локалним активистима за људска права. Она је касније новинарима рекла да се „људска права у Азербејџану крше сваки дан. О таквим стварима не треба ћутати.“ Портпарол владе Азербејџана је критички одговорио, рекавши да такмичење не треба „политизирати“ и затражио је да ЕРУ спречи такве састанке. Шведске дипломате су одговориле да ЕРУ, шведски емитер SVT и Лорен нису поступили против правила такмичења.
У јулу 2012, Лорен је наступила на Славјанском базару у Белорусији, где је био председник Белорусије Александар Лукашенко. Током посете земљи, она се састала са супругом политичког затвореника Алеша Бјајатског, представницима -е и независним новинарима и на двочасовном састанку изразила подршку политичким затвореницима и потписала петицију за забрану смртне казне у земљи. Лорен је касније изјавила да је била потпуно свесна ризика који долази са привлачењем пажње на такве проблеме, укључујући могућност да буде заустављена или ухапшена на аеродрому када покуша да се врати кући.
У августу 2013. године била је амбасадор Шведског комитета за Авганистан (ШКА) и са Карлом Билтом, министром спољних послова Шведске, посетила је Кабул, Авганистан и село Јаскин Бала у долини Варсај. Годину касније, у селу је требало да почне изградња нове основне школе, а план је био да се Лорен врати и прати рад нове школе док се не заврши. „Било је сјајно искуство упознати људе из Варсаја у Јаскин Бали, и мушкарце и жене. Надам се да ћу се ускоро вратити и поново срести своје пријатеље“, каже Лорен, „Образовање је најважније питање када је реч о смањењу сиромаштва и помоћи људима да преузму контролу над својим животима“, каже Лорен, „Веома сам импресионирана онога што ШКА ради у Авганистану. За мене је ово прави пут развоја. Срећна сам што сам посвећена том послу.“ За свој рад, Лорен је проглашена за новог покровитеља Светске дечије награде у Њујорку, САД, и добила је „Кристални глобус”. Она је 30. октобра 2014. године по други пут освојила „Кристални глобус” Светске награде за децу и састала се са добитницом Нобелове награде за мир Малалом Јусафзаи и шведском краљицом Силвијом на церемонији у замку Грипсхолм у Маријефреду у Шведској. Она подржава WCP — највећи светски образовни програм за децу о правима детета.
У марту 2022, Лорен је наступила на Sverige samlas och hjälper, гала скупу скупљања средстава уживо у знак подршке Украјини након руске инвазије 2022. године.

## Дискографија

### Албуми

#### Студијски албуми
| Наслов | Детаљи                                                                          | Највиша позиција на топ-листама | Највиша позиција на топ-листама | Највиша позиција на топ-листама | Највиша позиција на топ-листама | Највиша позиција на топ-листама | Највиша позиција на топ-листама | Највиша позиција на топ-листама | Највиша позиција на топ-листама | Највиша позиција на топ-листама | Највиша позиција на топ-листама | Цертификати        |
| Наслов | Детаљи                                                                          | ШВЕ                             | АУТ                             | БЕЛ (ФЛ)                        | ДАН                             | ФИН                             | НЕМ                             | ХОЛ                             | НОР                             | ШВА                             | УК                              | Цертификати        |
| ------ | ------------------------------------------------------------------------------- | ------------------------------- | ------------------------------- | ------------------------------- | ------------------------------- | ------------------------------- | ------------------------------- | ------------------------------- | ------------------------------- | ------------------------------- | ------------------------------- | ------------------ |
| Heal   | - Објављен: 22. октобар 2012. - Издавачка кућа: - Формати: , дигитално скидање  | 1                               | 26                              | 21                              | 12                              | 6                               | 16                              | 16                              | 6                               | 7                               | 71                              | - GLF: платинумски |
| Ride   | - Објављен: 24. новембра 2017. - Издавачка кућа: - Формати: , дигитално скидање | 31                              | —                               | —                               | —                               | —                               | —                               | —                               | —                               | —                               | —                               |                    |

#### Компилацијски албуми
| Наслов | Детаљи                                                                      |
| ------ | --------------------------------------------------------------------------- |
| [ б ]  | - Објављен: 24 February 2023 - Издавачка кућа: - Формати: Дигитално скидање |

### ЕП-ови
| Наслов | Детаљи                                                                                        |
| ------ | --------------------------------------------------------------------------------------------- |
|        | - Објављен: 25. август 2017. - Издавачка кућа: BMG Scandinavia - Формати: Дигитално скидање   |
|        | - Објављен: 19. децембар 2020. - Издавачка кућа: Universal Music - Формати: Дигитално скидање |

### Синглови

#### Као главни извођач
| My Heart Is Refusing Me                                               | 2011. | 9  | 59 | 44 | — | 41 | —  | 46 | — | 41 | — | - GLF: 2× платинумски |                     |
|                                                                       | 2011. | 26 | —  | —  | — | —  | —  | —  | — | —  | — | - GLF: платинумски |                     |
| Euphoria                                                              | 2012. | 1  | 1  | 1  | 1 | 1  | 1  | 2  | 1 | 2  | 3 | - GLF: 9× платинумски - BEA: златни - BPI: златни - BVMI: платинумски - IFPI AUT: платинумски - IFPI DEN: платинумски - IFPI FIN: платинумски - IFPI SWI: 2× платинумски - PROMUSICAE: платинумски |                     |
| Crying Out Your Name                                                  | 2012. | 19 | —  | —  | — | —  | —  | —  | — | —  | — | |                     |
| In My Head                                                            | 2013. | —  | —  | —  | — | —  | —  | —  | — | —  | — | |                     |
| We Got the Power                                                      | 2013. | 52 | —  | —  | — | —  | 98 | —  | — | —  | — | - : златни |                     |
| Paper Light (Higher)                                                  | 2015. | 25 | —  | —  | — | —  | —  | —  | — | —  | — | | синглови без албума |
| I'm in It with You                                                    | 2015. | —  | —  | —  | — | —  | —  | —  | — | —  | — | | синглови без албума |
| Under ytan                                                            | 2015. | —  | —  | —  | — | —  | —  | —  | — | —  | — | | синглови без албума |
| Statements                                                            | 2017. | 13 | —  | —  | — | —  | —  | —  | — | —  | — | | синглови без албума |
| [ 164 ]                                                               | 2017. | —  | —  | —  | — | —  | —  | —  | — | —  | — | |                     |
| (са Елифант)                                                          | 2017. | —  | —  | —  | — | —  | —  | —  | — | —  | — | |                     |
| [ 166 ]                                                               | 2017. | —  | —  | —  | — | —  | —  | —  | — | —  | — | |                     |
| [ 166 ]                                                               | 2017. | —  | —  | —  | — | —  | —  | —  | — | —  | — | |                     |
| [ 167 ]                                                               | 2019  | —  | —  | —  | — | —  | —  | —  | — | —  | — | | синглови без албума |
| [ 168 ]                                                               | 2020  | —  | —  | —  | — | —  | —  | —  | — | —  | — | | синглови без албума |
| [ 169 ]                                                               | 2021. | —  | —  | —  | — | —  | —  | —  | — | —  | — | | синглови без албума |
| [ 171 ]                                                               | 2022. | —  | —  | —  | — | —  | —  | —  | — | —  | — | | синглови без албума |
| Tattoo                                                                | 2023. | 1  | —  | 19 | 6 | —  | 59 | 36 | 5 | —  | — | | синглови без албума |
| „—” означава сингл који се није нашао на топ-листи или није објављен. |       |    |    |    |   |    |    |    |   |    |   | |                     |

#### Сарадње
| Наслов                      | Година | Албум                   |
| --------------------------- | ------ | ----------------------- |
| (са )                       | 2004.  | (Најбољи из Идола 2004) |
| (са )                       | 2005.  | синглови без албума     |
| (са Ригом)                  | 2006.  | синглови без албума     |
| (Клирап са Лорен)           | 2013.  | синглови без албума     |
| (са Ингом-Марет Гауп-Јусом) | 2014.  | синглови без албума     |
| (Boston Bun са Лорен)                 | 2016.  | синглови без албума     |

#### Промотивни синглови
| (featuring Blanks)                                                    | 2013. | —  |  |
|                                                                       | 2020. | 96 |  |
|                                                                       | 2020. | 72 |  |
|                                                                       | 2020. | 43 |  |
| „—” означава сингл који се није нашао на топ-листи или није објављен. |       |    |  |

### Спотови
| Наслов        | Година | Режисер                   |
| ------------- | ------ | ------------------------- |
|               | 2012.  | Маркус Седерлунд          |
| (са Бланксом) | 2013.  | Робин Кемпе-Вергман       |
| (са Клирапом) | 2013.  | Чарли Љунг / Сахара Видоф |
|               | 2013.  | Лорен                     |
|               | 2013.  | Лиза Мину Морберг         |
|               | 2015.  | Чарли Љунг                |
|               | 2015.  | Ема Хвегард               |
|               | 2017.  | Чарли Љунг                |
|               | 2017.  | Јохан Линдеберг           |
|               | 2017.  |                           |
|               | 2017.  |                           |
|               | 2022.  | Чарли Љунг                |